# Gord MacKinnon
Gordon MacKinnon (Glasgow, Escocia, 27 de agosto de 1958) es un ex–jugador canadiense de rugby nacido en el Reino Unido y que se desempeñaba como ala.

## Selección nacional
Fue convocado a los Canucks por primera vez en noviembre de 1985 para enfrentar a las Águilas y disputó su último partido en junio de 1995 ante los Springboks. En total jugó 28 partidos y marcó cuatro «tries» que sumaron un total de 18 puntos (un try valía 4 puntos hasta 1992).

### Copas del Mundo
Disputó las Copas del Mundo de Inglaterra 1991 donde jugó todos los partidos, le marcó un try a los Stejarii que hizo que los Canucks triunfasen por segunda vez en su grupo, donde avanzaron a la fase final del torneo y cayeron derrotados por los All Blacks; esta fue la mejor participación de Canadá en un mundial de rugby. [cita requerida]
Finalmente se retiró en Sudáfrica 1995, donde canadienses resultaron eliminados en fase de grupos tras perder con los Wallabies y los eventuales campeones del mundo; Sudáfrica.[cita requerida]
| Mundial                       | Sede       | Resultado        | PJ | Tries |
| ----------------------------- | ---------- | ---------------- | -- | ----- |
| Copa Mundial de Rugby de 1991 | Inglaterra | Cuartos de final | 4  | 1     |
| Copa Mundial de Rugby de 1995 | Sudáfrica  | Primera fase     | 2  | 0     |